# 38M Toldi
 (septembre 2024).
Le 38M Toldi I est un char léger utilisé par le Royaume de Hongrie pendant la Seconde Guerre mondiale . Il est sélectionné en 1937 à l'issue d'une compétition opposant trois projets : un modèle hongrois ,suédois et un modèle allemand.
Au combat, le Toldi vit le feu pour la première fois entre le 12 avril et le 18 avril 1941 pendant l'invasion de la Yougoslavie. Il fut engagé sur le Front de l'Est dès le 28 juin 1941. Pendant l'opération Barbarossa, le Corps mobile hongrois (en) et ses Toldi I fut la première unité des forces de l'Axe à atteindre le Donets le 28 octobre 1941, ceci au prix de la perte de la quasi-totalité de ses moyens blindés et mécanisés. Les Toldi I vite dépassés sont relégués comme véhicules de reconnaissance. Le Corps mobile hongrois retrouve la Hongrie en novembre 1941 en ayant fait 17 000 prisonniers. Sur les 95 Toldi de tout types engagés, 25 sont détruits et 62 furent envoyés en réparation.

## 38M Toldi & 41M Toldi II
En 1937, le gouvernement hongrois organise un concours visant à sélectionner un char léger parmi trois modèles : le V4 Straussler (un modèle d'origine hongroise proposé par la société Manfréd Weiss), le Panzer I allemand et le Landsverk L-60 suédois. C’est ce dernier qui est retenu, principalement en raison de son avance technologique pour l’époque.

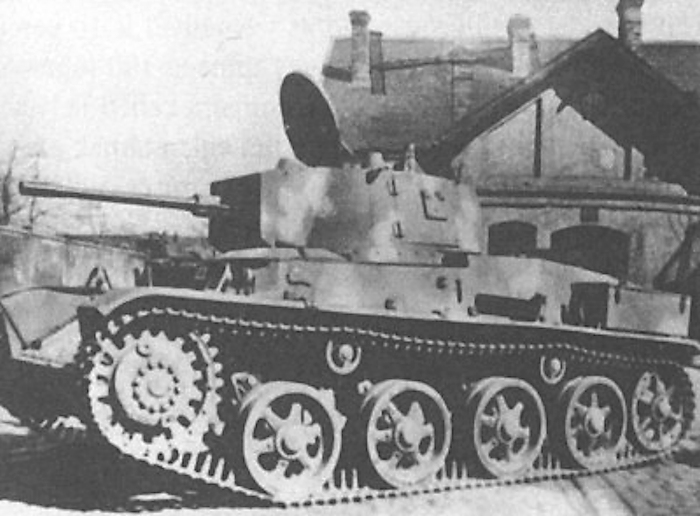
Toldi IIa avec son nouveau canon de 40mm

Une fois le modèle sélectionné, les ingénieurs hongrois procèdent à plusieurs modifications, notamment sur les systèmes de ventilation, de suspension, de visée et de transmission. Toutefois, l’adaptation la plus significative concerne l’armement : le char est équipé d’un canon 20 mm 36M Solothurn et d’un fusil-mitrailleur 8 mm 34/37AM.
En raison de sa puissance de feu limitée et de son blindage léger, le véhicule est davantage conçu pour des missions de reconnaissance ou d’appui contre l’infanterie, plutôt que pour des combats directs contre d'autres blindés.
Ce nouveau char est baptisé 38M Toldi, en hommage à Miklós Toldi, un célèbre guerrier hongrois du XIVe siècle. La production sous licence est assurée par les entreprises MÁVAG et Ganz. Les deux premiers prototypes ne sortent d’usine qu’en février 1940, et la première commande officielle par le ministère hongrois de la Défense est passée en juin 1940.
Bien que fabriqué en Hongrie, une partie des composants du char provient de Suède ou d’Allemagne. La production totale du Toldi atteint 80 exemplaires entre 1940 et 1941.
En raison des nombreuses modifications apportées par les Hongrois, les 110 exemplaires produits entre 1941 et 1942 (dont 68 par Ganz et 42 par MÁVAG) reçoivent la désignation de M41 Toldi II.
Parmi les principales améliorations figurent l’installation d’une nouvelle radio R-5/a ainsi que la fabrication intégralement hongroise de toutes les pièces usinées,.
Malgré ces modifications, la seule différence visuelle notable entre un Toldi I et un Toldi II reste la forme de l’antenne radio.

## 42M Toldi IIa
Les Hongrois tentent d’améliorer les performances limitées du Toldi en renforçant son armement et son blindage. Toutefois, l’augmentation du poids dépasse les capacités du moteur d’origine, rendant ces modifications problématiques.
C’est dans ce contexte qu’apparaît, en 1943, le 38M Toldi IIa. Son armement principal passe d’un canon de 20 mm à un canon de 40 mm 37/42M MAVAG, une version produite sous licence hongroise du célèbre Bofors suédois. Le fusil-mitrailleur est également remplacé par un 34/40AM. La tourelle du Toldi II est modifiée pour accueillir ce nouvel armement, et la capacité d’emport passe à 55 obus.
Le blindage est également renforcé :
- 35 mm à l'avant,
- 20 mm sur les flancs de la caisse,
- 25 mm sur les flancs de la tourelle.

Cependant, malgré ces améliorations, le véhicule peine à convaincre. Le canon de 40 mm est jugé insuffisant contre les blindés soviétiques contemporains, et le blindage reste trop léger pour un affrontement direct. De plus, l’industrie hongroise rencontre des difficultés à appliquer ces modifications, qui ne seront mises en œuvre que lentement entre 1943 et 1944.
Finalement, dès 1941, le Toldi est définitivement relégué à des missions de reconnaissance, un domaine dans lequel il conserve une certaine utilité malgré de nombreux problèmes mécaniques, dus notamment à l’augmentation du poids.

## 43M Toldi III

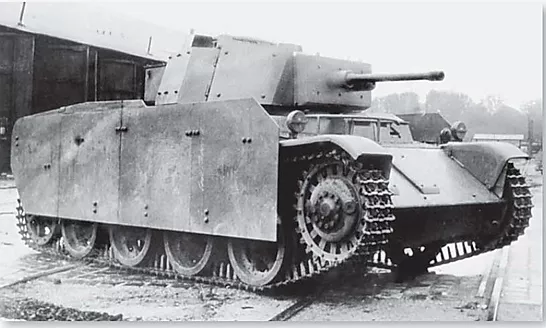
Toldi IIa avec son Köténylemez

La dernière version du Toldi, désignée 43M Toldi III, a pour objectif de maximiser les performances du véhicule en combat. Cette version bénéficie d’un renforcement du blindage, d’un emport de munitions accru, ainsi que de l’ajout standardisé des Köténylemez, des jupes latérales en métal de 8 mm destinées à protéger les flancs du char contre les tirs d’armes antichars. Ces jupes avaient auparavant été testées uniquement sur certaines variantes du Toldi IIa AK.
Le 43M Toldi III n’est produit qu’à 12 exemplaires, exclusivement par l’entreprise GANZ.
Avec l'évolution défavorable du conflit pour les forces de l'Axe et les limites du châssis du Toldi, le gouvernement hongrois décide d’abandonner définitivement le développement du modèle afin de se concentrer sur d’autres projets de blindés jugés plus prometteurs.

## Variantes
Comme de nombreux véhicules de l’Axe, le Toldi a connu plusieurs variantes expérimentales ou spécialisées :

### • 43M Toldi Egészségügyi (version sanitaire)
Certains exemplaires du Toldi I furent transformés en véhicules sanitaires non armés, destinés à l’évacuation des blessés sur le champ de bataille. Ces conversions évoluèrent avec le temps pour devenir les 43M Toldi Egészségügyi.
Selon les sources, 4 véhicules auraient été convertis en 1942, et 9 autres en 1943.

### • Toldi PaK 40/48

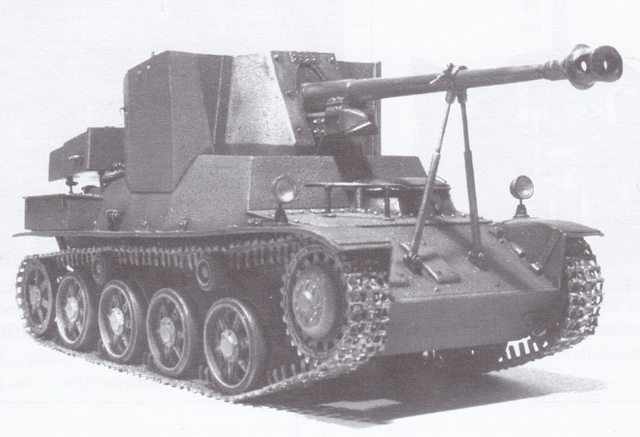
Toldi Pak 40 L/48

Inspirée du Marder II allemand, cette version expérimentale consistait à monter un canon antichar PaK 40/48 de 7,5 cm sur le châssis d’un Toldi I 40M.
Un unique prototype fut construit, mais le projet fut rapidement abandonné en raison de plusieurs problèmes majeurs :
- La taille excessive du véhicule,
- Unique photo connu a ce jour du 44M BuzogányvetőLe faible blindage du châssis,

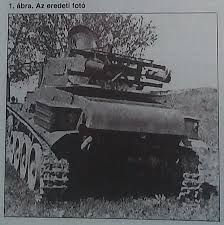
Unique photo connu a ce jour du 44M Buzogányvető

- La fragilité des suspensions du Toldi,
- Et la priorité donnée au développement du Turán.

### • 44M Buzogányvető
Le 44M Buzogányvető était un projet de Toldi modifié pour accueillir des roquettes de 100 mm, destinées à des missions antichar ou anti-infanterie. Ce prototype représentait une tentative d’adaptation du châssis existant aux besoins croissants en armement antichar mobile, Deux à trois véhicules auraient potentiellement été modifiés avec ce système, avant que le gouvernement hongrois ne décide de transférer le développement sur le châssis du Nimród, jugé plus adapté à ce type d’armement.

## Source
- Traduction partielle des pages anglaises et allemande de Wikipédia
- The Royal Hungarian Army 1920-1945, Niehorster L, Axis Europa Books. 30 juillet 1998
- D. Nešić, (2008), Naoružanje Drugog Svetsko Rata-Nemačka, Beograd
- C. Bescze (2007) Magyar Steel Hungarian Armour in WW II, STRATUS.
- B. Adam, E. Miklos, S. Gyula (2006) A Magyar Királyi Honvédség külföldi gyártású páncélos harcjárművei 1920-1945, Petit Real
- S.J.Zaloga (2013) Tanks of Hitler’s Eastern Allies 1941-45, New Vanguard.
- N. Thomas and L. P. Szabo (2010) The Royal Hungarian Army in World War II, Osprey.
- A. T. Jones (2013) Armored Warfare and Hitler’s Allies 1941-1945, Pen and Sword
- Bojan B. Dumitrijević and Dragan Savić (2011) Oklopne jedinice na Jugoslovenskom ratištu,, Institut za savremenu istoriju, Beograd
- G. Finizio (1987) Hungarian Armor, Wheels and Tracks.
- P. Chamberlain and C. Ellis (1977) Axis Combat Vehicles, Arco Publishing Compan